# Route départementale 5 (Finistère)
Pour les articles homonymes, voir Route départementale 5.
La route départementale 5 relie l'agglomération brestoise au Pays d'Iroise en desservant la banlieue nord-ouest de Brest (Guilers) en 2x2 voies.

## Tracé de la D5
- Brest, avenue Victor Le Gorgeu (section déclassée)
- Carrefour à feux entre Avenue Victor le Gorgeu (Brest-Bellevue/Université de Bretagne-Occidentale) et Boulevard de l'Europe (Brest-Lambezellec, RN 12 (Rennes) et RN 165 (Nantes, Quimper)) : Carrefour des Quatre-Vents +  Aire de service Total (sens Brest - Saint-Renan)
- Carrefour à feux entre RD 5 Avenue Victor le Gorgeu et Rue François Cordon (Bohars) à Penfeld (Bohars)
- Carrefour giratoire entre D5, Parc des expositions de Penfeld et Bois de Keroual : giratoire de Guerven +  début de la D5
- Carrefour giratoire entre D5 et Guilers (rue Charles de Gaulle) : giratoire de Coat-Mez
- La Croix Rouge - D105 (sens Saint-Renan - Brest) : Guilers, bois de Keroual, Saint-Pierre (quartier de Brest)
- Kerebars - C28 : Guilers, zone de Kerebars
- (sens Brest - Saint-Renan) +
- Saint-Fiacre
- Carrefour giratoire entre D5, D67 et D105 : giratoire de Ty-Colo
- Saint-Renan (section déclassée)
- Plouarzel
- Lampaul-Plouarzel

## Antennes de la D5

### D105
La D105 est une antenne de la D5 divisée en deux sections séparées. La première relie Guilers au quartier de Saint-Pierre à Brest, tandis que la seconde permet de relier la D5/D67 au giratoire de Ty-Colo à la D68 (Ploudalmézeau, Porspoder) et D27/D5 (Lanildut, Plouarzel) en évitant Saint-Renan par l'est.
- Brest : Boulevard Tanguy Prigent (entre Saint-Pierre et le giratoire de Keressis, section déclassée), route du Pont-Cabioc'h
- Guilers : Route de Saint-Pierre,  Carrefour giratoire entre D105 et D5 (échangeur de Guilers)
- Tronçon commun avec la D5
- Saint-Renan : 
  -  Carrefour giratoire entre D5, D67 et D105
  -  Saint-Renan
  -  Carrefour giratoire entre D105, D27 et D68

### D205
La D205 forme la rocade de Brest en reliant Le Relecq-Kerhuon située à l'est de Brest au Ford Montbarey à l'ouest. En 2015, elle est déclassée en voie communale dans sa partie brestoise.
- Le Relecq-Kerhuon : rue Mirabeau, intersection avec la D 233
- Tronçon commun avec la N265
- Guipavas : boulevard François Mitterrand
- Brest : boulevards de l'Europe et Tanguy Prigent (déclassée)
- Rocade ouest de Brest en 2x2 voies reliant le boulevard Tanguy Prigent au carrefour de Montbarey, où elle trouve la D789.